# توماس مونرو (كاتب)
توماس مونرو (بالإنجليزية: Thomas Monroe)‏ هو كاتب سيناريو أمريكي، ولد في 26 سبتمبر 1902، وتوفي في 24 أبريل 1960 في لوس أنجلوس في الولايات المتحدة.

## وصلات خارجية
- توماس مونرو على موقع IMDb (الإنجليزية)
- توماس مونرو على موقع ألو سيني (الفرنسية)
- توماس مونرو على موقع أول موفي (الإنجليزية)
- توماس مونرو على موقع قاعدة بيانات الأفلام السويدية (السويدية)
- توماس مونرو على موقع قاعدة بيانات الفيلم (الإنجليزية)
- توماس مونرو على موقع كينوبويسك (الروسية)